# Pepe Gonçalves
Pedro Henrique Gonçalves da Silva, (Ipaussu, 12 de abril de 1993), mais conhecido como Pepê ou Pepê Gonçalves, é um canoísta de slalom brasileiro, sendo considerado um dos atletas de canoagem slalom de maior destaque do país na atualidade.

## Biografia
Pepe nasceu em Ipaussu, porém foi criado na cidade de Piraju, aos 16 anos, se mudou para Foz do Iguaçu, com intuito de se desenvolver mais como atleta. Cursou por três anos Fisioterapia, mas interrompeu a graduação para se dedicar exclusivamente à preparação olímpica.

## Carreira
Iniciou a carreira esportiva com 10 anos, em um projeto social na época batizado de “Navegar” no Rio Paranapanema. O interesse pela canoagem o levou a escolinha de canoagem velocidade da cidade, onde conheceu o slalom; modalidade com a qual se identificou muito, mas a baixa estatura fez com que um professor o levasse para a vela por um ano. Conquistou o melhor resultado brasileiro da história na modalidade K1. Quando teve a oportunidade de testar suas habilidades no caiaque, impressionou os professores e conseguiu finalmente migrar de esporte. 
Fez parte da equipe de velocidade por um ano até conhecer o slalom, modalidade da qual se tornou hexacampeão brasileiro com títulos consecutivos de 2011 a 2016.
Nos Jogos Pan-Americanos de 2015, em sua primeira participação em Pans, obteve a medalha de prata na modalidade K1. No mesmo ano, ele obteve o bronze no Mundial sub-23 de canoagem.
Nos Jogos Olímpicos de Verão de 2016, foi sexto colocado no K1 (caiaque individual), melhor resultado de um atleta do país na história. Foi bicampeão do Pan-Americano de canoagem e foi prata no Pan de Toronto. Pepê detém nove Campeonatos Brasileiros e várias medalhas em torneios internacionais - incluindo os dois ouros no Jogos Pan-Americanos de Lima, no Peru.
No Mundial de Canoagem Slalom Extremo de 2019, que foi sediado em Praga, na República Tcheca, Pepe obteve uma histórica medalha de bronze. Neste momento, ele se tornou o nª 1 do mundo no ranking mundial da prova.
Em 2019, terminou como campeão geral da modalidade caiaque extremo na Copa do Mundo 2019 de canoagem slalom. Conquistou a medalha de prata na prova de K1 Extreme da terceira etapa do Mundial de Canoagem, em Tacen, na Eslovênia, ficando em 2° lugar na competição.
Pepê Gonçalves participou dos Jogos Olímpicos de Verão de 2020. No Slalom K-1 masculino, onde tinha chegado em 6º na Olimpíada passada (Rio 2016), ele chegou à semifinal, mas não conseguiu repetir o desempenho anterior, terminando em 19º lugar. 
Nos Jogos Sul-Americanos de 2022, ele obteve duas medalhas de ouro, no K1 e no Extremo.
Nos Jogos Pan-Americanos de 2023 ele obteve uma medalha de prata na prova do K1. 
Nos Jogos Olímpicos de Verão de 2024, Pepe disputou três provas, com seu melhor resultado sendo a semifinal no K1.

## Vida pessoal
Entre 2018 e 2020, namorou a modelo Paola Antonini.